# نیکلاس لیمباخ
نیکلاس لیمباخ (آلمانی: Nicolas Limbach؛ زادهٔ ۲۹ دسامبر ۱۹۸۵) شمشیرباز اهل آلمان است.